# Colton Dowell
Colton Dowell (Lebanon, Tennessee, 19 de abril de 1999) es un jugador profesional estadounidense de fútbol americano, se desempeña en la posición de wide receiver en Tennessee Titans, en la National Football League (NFL).

## Carrera
Fue seleccionado en la Reunión Anual de Selección de Jugadores de la NFL de 2023. Hizo su debut profesional con el equipo Tennessee Titans, lleva jugando una temporada.